# Гордона
Гордо́на (итал. Gordona) — коммуна в Италии, в провинции Сондрио области Ломбардия, расположенная примерно в 90 км (56 миль) к северу от Милана и примерно в 40 км (25 миль) к северо-западу от Сондрио , на границе со Швейцарией.
Население составляет 1 751 человек, плотность населения составляет 36 чел./км². Занимает площадь 48 км². Почтовый индекс — 23020. Телефонный код — 0343.
В коммуне имеется храм, освящённый в честь святителя Мартина Турского и святой Елизаветы.